# Dark Roots of Earth
Dark Roots of Earth deseti je studijski album američkog thrash metal sastava Testament. Bio je objavljen 27. lipnja 2012. u Europi, a četiri dana kasnije i u Sjevernoj Americi pod licencijom Nuclear Blast Records. Album je bio objavljen u tri inačice: CD, CD/DVD i vinilnoj, od kojih su potonje dvije sadržavale četiri bonus skladbe. Producent albuma bio je Andy Sneap, koji je također snimio i miksao prethodna tri albuma grupe: The Gathering (1999.), First Strike Still Deadly (2001.) i The Formation of Damnation (2008.). Naslovnicu albuma potpisuje Eliran Kantor. Glazbeni spot bio je napravljen za pjesmu "Native Blood".
Na ovom albumu se ponovo pojavio Gene Hoglan, koji je bio bubnjar na albumu skupine iz 1997., Demonic. Tijekom snimanja albuma, Hoglan je zamijenio Paula Bostapha zbog njegove "ozbiljne ozljede", iako je Bostaph nakadno napustio sastav u prosincu 2011. godine. Chris Adler iz grupe Lamb of God svirao je bubnjeve na iTunes bonus verziji pjesme "A Day in the Death". Dark Roots of Earth također je posljednji Testamentov album s basistom Gregom Christianom koji je po drugi put napustio skupinu u siječnju 2014. godine.

## Pjesme
"Native Blood" bila je objavljena kao singl 20. srpnja 2012. godine u inačici za preuzimanje i kao ograničeni sedmoinčni CD. Za pjesmu je bio snimljen i glazbeni spot. Španjolska verzija navedene pjesme, "Sangre nativa", također je bila objavljena na singlu. Prije toga, skladba "True American Hate" bila je objavljena u inačici za besplatno preuzimanje.
"Native Blood" govori o Billyjevom indijanskom podrijetlu. "True American Hate" bavi se tematikom rasprostranjenosti mržnje, pogotovo antiamerikanstva, među mlađim naraštajima širom svijeta, koju često potiče njihov odgoj. Billy je izjavio da "Cold Embrace" govori o "djevojci koja je postala vampirica i više nikad ne može vidjeti Sunce." Dodao je da se sastav nadao kako će pjesmu uspjeti postaviti u jedan od filmova sage Sumrak. "Dark Roots of Earth" metafora je sastava, a "Rise Up" je o ratu.

## Popis pjesama
| 1.    | »Rise Up«                     | Chuck Billy            | Eric Peterson           | 4:18 |
| 2.    | »Native Blood«                | Billy, Del James       | Peterson                | 5:21 |
| 3.    | »Dark Roots of Earth«         | Peterson, Billy, James | Peterson, Alex Skolnick | 5:45 |
| 4.    | »True American Hate«          | Billy, Steve Souza     | Peterson, Skolnick      | 5:26 |
| 5.    | »A Day in the Death«          | Billy, Skolnick, Souza | Skolnick, Peterson      | 5:38 |
| 6.    | »Cold Embrace«                | Billy, James           | Peterson, Skolnick      | 7:46 |
| 7.    | »Man Kills Mankind«           | Billy, James           | Peterson                | 5:05 |
| 8.    | »Throne of Thorns«            | Billy, James           | Peterson, Skolnick      | 7:05 |
| 9.    | »Last Stand for Independence« | Billy, James           | Peterson                | 4:43 |
| 51:07 |                               |                        |                         |      |

| Bonus skladbe s ograničene inačice albuma | Bonus skladbe s ograničene inačice albuma | Bonus skladbe s ograničene inačice albuma | Bonus skladbe s ograničene inačice albuma | Bonus skladbe s ograničene inačice albuma | Bonus skladbe s ograničene inačice albuma | Bonus skladbe s ograničene inačice albuma | Bonus skladbe s ograničene inačice albuma | Bonus skladbe s ograničene inačice albuma | Bonus skladbe s ograničene inačice albuma |
| Br.                                       | Skladba                                   | Tekstopisac                               | Skladatelj                                | Trajanje                                  |                                           |                                           |                                           |                                           |                                           |
| ----------------------------------------- | ----------------------------------------- | ----------------------------------------- | ----------------------------------------- | ----------------------------------------- | ----------------------------------------- | ----------------------------------------- | ----------------------------------------- | ----------------------------------------- | ----------------------------------------- |
| 10.                                       | »Dragon Attack« (obrada Queena)           | Brian May                                 | May                                       | 4:44                                      |                                           |                                           |                                           |                                           |                                           |
| 11.                                       | »Animal Magnetism« (obrada Scorpionsa)    | Hermann Erbel, Klaus Meine                | Rudolf Schenker                           | 5:55                                      |                                           |                                           |                                           |                                           |                                           |
| 12.                                       | »Powerslave« (obrada Iron Maidena)        | Bruce Dickinson                           | Dickinson                                 | 6:50                                      |                                           |                                           |                                           |                                           |                                           |
| 13.                                       | »Throne of Thorns« (produljena verzija)   | Billy, James                              | Peterson, Skolnick                        | 7:40                                      |                                           |                                           |                                           |                                           |                                           |
| 76:14                                     |                                           |                                           |                                           |                                           |                                           |                                           |                                           |                                           |                                           |

## Objava i recenzije
Dark Roots of Earth zadobio je uglavnom pozitivne kritike. Ryan Ogle sa stranice Blabbermouth.net dodijelio je albumu osam i pol od deset zvjezdica i izjavio je: "Ovaj album nije prerađivanje prethodne slave. Spretna međuigra Alexa Skolnicka i Erica Petersona, koja sadrži zapetljane i harmonizirane dionice, soliranja, zarazne rifove i metalnu savršenost glavni je dio ovog albuma. Duo prikazuje sve što ih je učinilo jednim od najpoštovanijih gitarističkih timova kasnih 80-ih / ranih 90-ih dok u međuvremenu sve postavlja u moderni kontekst." Ogle također hvali glazbu, komentirajući da ju "čini uočljivo različita atmosfera od one na prethodnom albumu jer se više oslanja na njegove (sada) klasične američke thrash korijene", a sam je album opisao kao "Testamentov klasični i pionirski zvuk u 2012. godini."
Dark Roots of Earth bio je prodan u više od 20.000 primjeraka u SAD-u u svom prvom tjednu objave i završio je na 12. mjestu ljestvice Billboard 200—Testamentovoj najvišoj poziciji do danas. Do ožujka 2013. godine Dark Roots of Earth bio je prodan u oko 60.000 primjeraka u SAD-u.

## Turneja
Kako bi podržao album, Testament je otišao na američku i kanadsku turneju zajedno s Anthraxom i predgrupom Death Angel u jesen 2012. Tri su grupe već bile na zajedničkoj američkoj turneji od jeseni 2011., s time da je tada Anthrax podržavao svoj album Worship Music koji je izišao te godine.
Nakon turneje s Anthraxom i Death Angelom, skupina je u siječnju i veljači 2013. godine bila na američkoj turneji s grupama Overkill, Flotsam and Jetsam i 4Arm.

## Zasluge
| Testament - Chuck Billy – vokali - Alex Skolnick – gitara - Eric Peterson – gitara, prateći vokali - Greg Christian – bas-gitara - Gene Hoglan – bubnjevi | Ostalo osoblje - Andy Sneap – snimanje, tonski snimatelj, produkcija, miksanje, mastering - Gino Carlini – fotografija - Eliran Kantor – naslovnica, ilustracija - Juan Urteaga – mastering, dodatno snimanje |